# صبغت‌الله ذکی
صبغت‌الله ذکی (زاده: ۱۳۵۲ ولسوالی بنگی، ولایت تخار - درگذشتهٔ ۱۵ عقرب/آبان ۱۳۸۶ بغلان) سیاست‌مدار افغانستانی و نماینده مردم تخار در دوره پانزدهم مجلس نمایندگان افغانستان بود. وی در حمله تروریستی ۱۵ عقرب/آبان ۱۳۸۶ در بغلان کشته شد.

## زندگی‌نامه
صبغت‌الله ذکی متولد ۱۳۵۲ از ولسوالی بنگی ولایت تخار افغانستان است. وی تحصیلات عالی خود را در رشته علوم سیاسی تا مقطع ماستر/کارشناسی ارشد از دانشگاه قاید اعظم اسلام‌آباد پاکستان به اتمام رسانده بود.

## درگذشت
صبغت الله ذکی هنگامی که همراه با هیئت اقتصادی پارلمان افغانستان به ریاست سید مصطفی کاظمی برای افتتاح شرکت دوباره بازسازی شدهٔ منطقه بغلان صنعتی به آن منطقه رفته بود، در یک حمله انتحاری کشته شد.